# Georg von Slatkonia

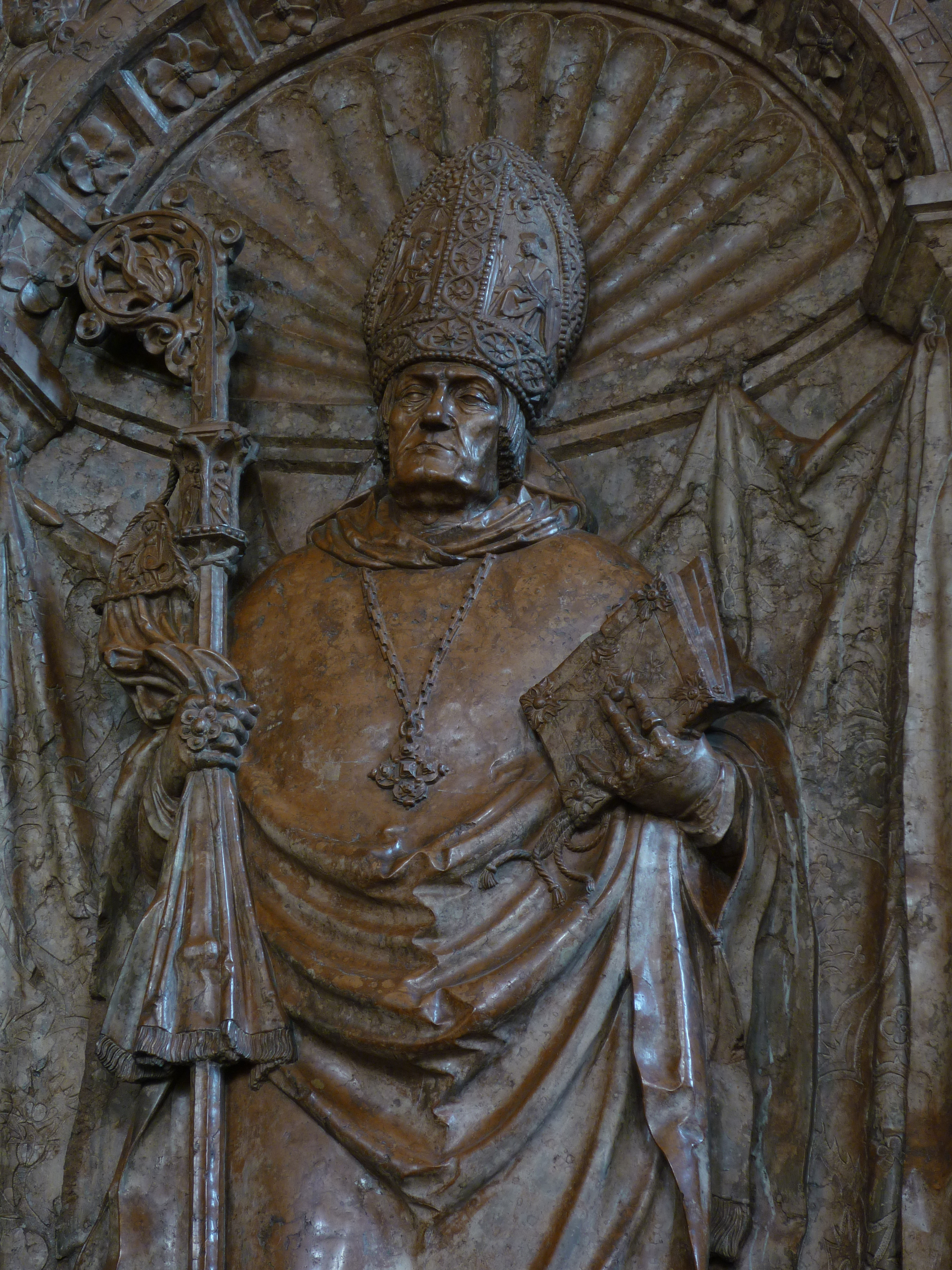
Epitaph im Wiener Stephansdom

Georg von Slatkonia oder Jurij Slatkonja (* 21. März 1456 in Laibach, heute Ljubljana, (Krain); † 26. April 1522 in Wien) war katholischer Bischof von Wien.

## Leben
Er studierte in Laibach, Ingolstadt und Wien, wurde zum Priester geweiht, war Kantor an der Wiener Hofmusikkapelle und ab 1498 deren Leiter. Er baute die Kapelle aus, nahm Laien als Musiker auf und ließ sie auch weltliche Werke aufführen. Durch ihn kamen Komponisten wie Paul Hofhaimer, Heinrich Isaac und Ludwig Senfl nach Wien. Von seiner eigenen Kompositionstätigkeit sind keine Werke erhalten.
Er wurde Domherr und Propst von Laibach und 1506 Administrator des Bistums Pedena (Piben) in Istrien. Am 1. März 1513 wurde er von Kaiser Maximilian I. zum Bischof der Diözese Wien ernannt und am 12. August von Papst Leo X. bestätigt. Seine Bischofsweihe am 13. November im Wiener Stephansdom war die erste seit der Gründung der Diözese im Jahr 1469.
1521 kam der reformatorische Prediger Paul Speratus nach Wien, den Slatkonia am 12. Jänner 1522 im Stephansdom predigen lassen musste.
Er ist im Wiener Stephansdom begraben.
Die Erzdiözese Wien verleiht seit 2000 den Bischof-Slatkonia-Preis für neue liturgische Musik.